# 追分口站
追分口站（日语：／ Oiwakeguchi eki */?）是位於福井縣福井市上中町，越前鐵道的勝山永平寺線車站。車站編號為E6。

## 車站構造

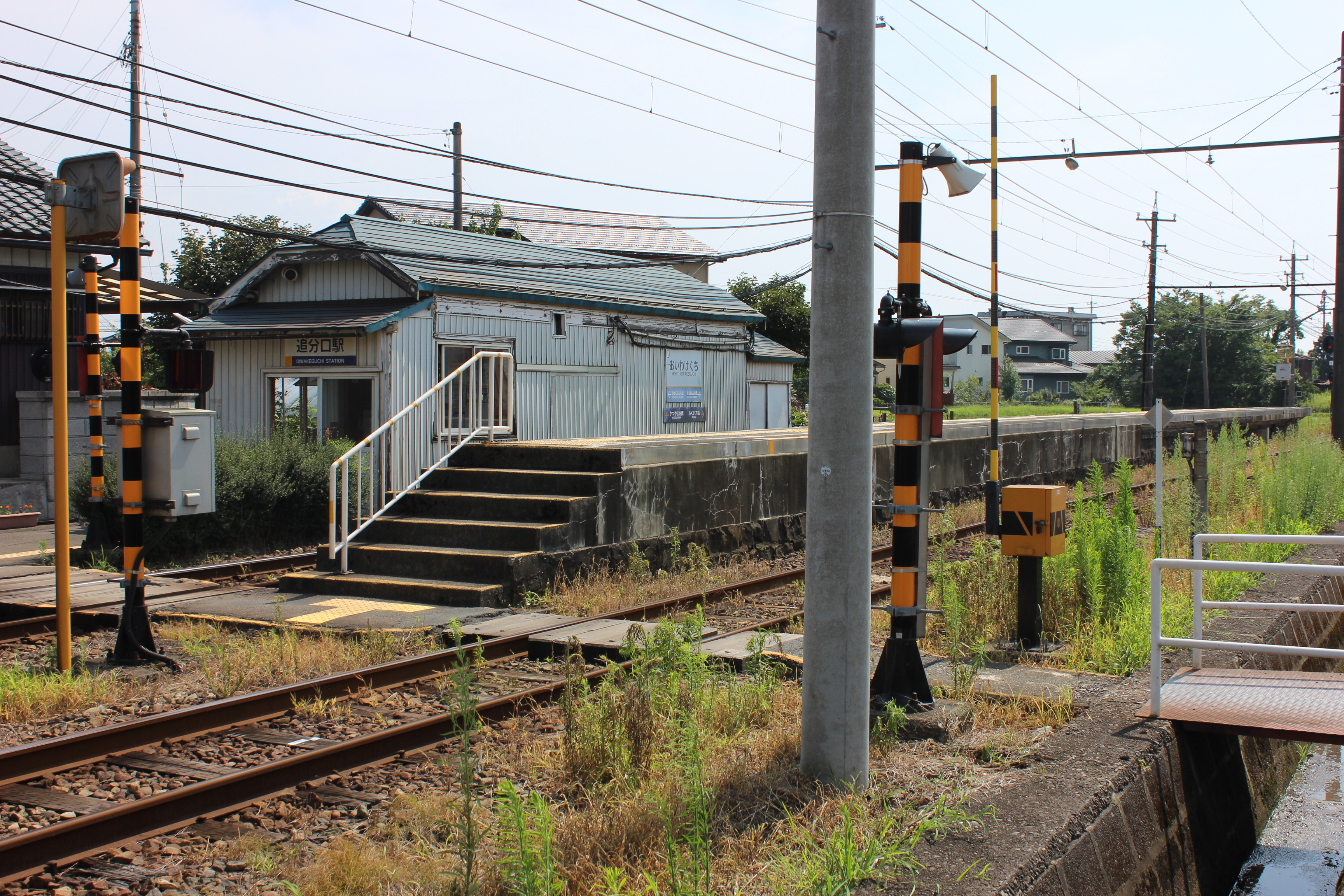
車站全景(2020年8月)

本站是地面車站，設有1面2線島式月台。本站也是無人車站。

### 月台
| 月台         | 路線          | 上下行 | 方向     |
| ------------ | ------------- | ------ | -------- |
| 車站大樓對面 | ■勝山永平寺線 | 下行   | 勝山方向 |
| 車站大樓一方 | ■勝山永平寺線 | 上行   | 福井方向 |

## 歷史
- 1915年5月13日：車站啟用。
- 2001年6月25日：由於半年內兩度發生嚴重事故（日语：京福電気鉄道越前本線列車衝突事故），被國土交通省中部運輸局（日语：中部運輸局）引用鐵道事業法（日语：鉄道事業法）勒令全線暫停服務[1][2]。
- 2003年：

- 2月1日：車站設施轉讓至越前鐵道。
- 7月20日：越前鐵道車站重開。

- 2024年10月11日：越前鐵道及福井鐵道均可使用ICOCA及全國通用IC卡付款[4][5]。

## 使用狀況
以下為一日平均上下車人次：
| 上下車人次變化 | 上下車人次變化 |
| 年度           | 1日平均人次    |
| -------------- | -------------- |
| 2011           | 84             |
| 2012           | 88             |
| 2013           | 107            |
| 2014           | 97             |
| 2015           | 97             |
| 2016           | 92             |
| 2017           | 90             |
| 2018           | 92             |
| 2019           | 84             |
| 2020           | 68             |
| 2021           | 33             |
| 2022           | 44             |

## 相鄰車站
越前鐵道
■勝山永平寺線
□快速（只有上行班次）、■普通
越前新保（E5）－追分口（E6）－東藤島（E7）

## 外部連結
- 越前鐵道追分口站 （页面存档备份，存于）（日語）